# Jehan Bellegambe
Jehan Bellegambe ou Jean Bellegambe (às vezes Belgamb ou Belganb) (ca. 1470 - ca. 1535 ou 1536) foi um pintor flamengo de origem francesa que trabalhou com quadros, trípticos e polípticos religiosos, cujas obras mais importantes estão agora em Douai, Arras, Aix, Lille, São Petersburgo e Chicago. Era também conhecido como Jehan Bellegambe, o Velho para distingui-lo de seus descendentes que também eram chamados de Jehan.
Nasceu e morreu em Douai, então no Condado de Flandres (hoje  Província de Flandres). 

## Obras
- Retable of Saint Adrian of Nicomedia (1515), no Louvre.
- Triptych of the Immaculate Conception (1525)
- Saint Catherine of Alexandria e Saint Barbara (ambas 1520), Art Institute of Chicago